# Caffrocixius synavei
Caffrocixius synavei är en insektsart som först beskrevs av Van Stalle 1987.  Caffrocixius synavei ingår i släktet Caffrocixius och familjen kilstritar.
Artens utbredningsområde är Österrike. Inga underarter finns listade i Catalogue of Life.